# Władysław Jastrzębski

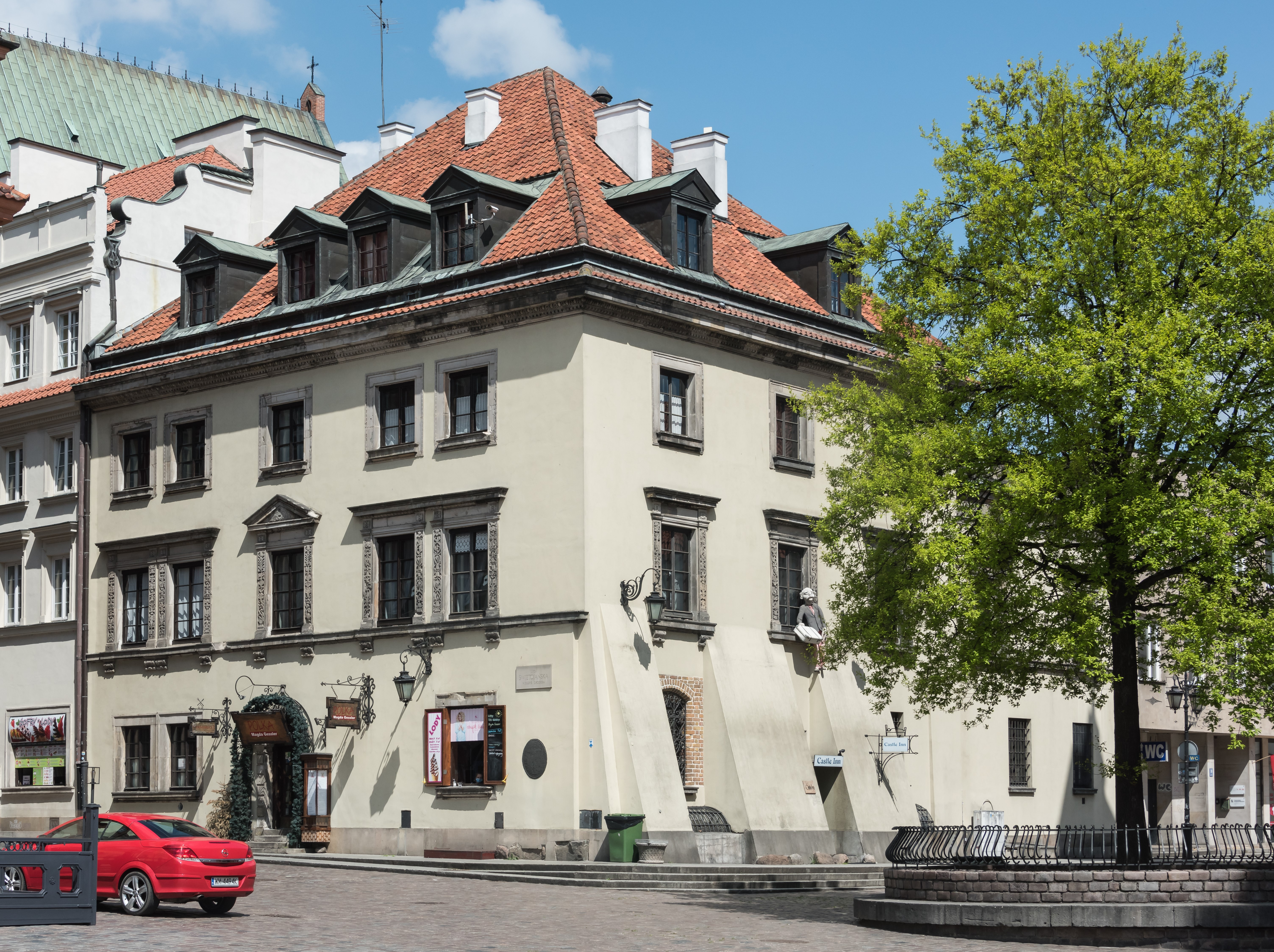
Kamienica Kościelskich w Warszawie, 2020 – proj. odbudowy Władysława Jastrzębskiego

Władysław Jastrzębski (ur. 6 lutego 1880 w Tyflisie, zm. 9 kwietnia 1958) – polski architekt i nauczyciel.

## Życiorys
Był synem Serafina Michała – pochodzącego z Podola farmaceuty wojskowego i Marii z d. Lemke – wywodzącej się z rodziny węgierskiej. Rodzice poznali się w Tyflisie i tam pobrali.
Uczęszczał do szkoły realnej w Tyflisie, którą ukończył w 1898. Następnie kształcił się na wydziale architektury w Odeskiej Szkole Artystycznej Towarzystwa Sztuk Pięknych. W 1902 uzyskał dyplomy technika architektury i nauczyciela rysunków oraz kreślenia i kaligrafii, dodatkowo otrzymując odznaczenie I stopnia. Dzięki nagrodzie nabył prawo wstąpienia bez egzaminu do Cesarskiej Akademii Sztuk Pięknych w Petersburgu. Studiował na dwóch wydziałach. Naukę ukończył z dyplomem architekta–artysty odebranym 24 maja 1912. W czasie oraz po ukończeniu studiów pracował m.in. jako architekt w Wydziale Dróg i Budynków Kolei Zakaukaskiej. W 1914 został profesorem w petersburskim Wyższym Żeńskim Instytucie Politechnicznym, którego od 1919 do 1924 był prorektorem.
27 sierpnia 1924 przyjechał z rodziną do Polski i już 22 października otrzymał obywatelstwo polskie. Do 1925 pracował jako architekt w dowództwie Korpusu Ochrony Pogranicza, a następnie w latach 1926 i 1927 w Dyrekcji Kolei Państwowych w Warszawie. W 1925 rozpoczął działalność pedagogiczną. Nauczał w Państwowej Technicznej Szkole Kolejowej (1925–1929) oraz Państwowej Szkole Budownictwa (1925–1939). Ponadto w 1927 razem z Aleksandrem Kapuścińskim i Mieczysławem Popielem założył prywatną Żeńską Szkołę Architektury (późniejsze Żeńskie Liceum Architektury), którą z dwoma przerwami (1939–1940, 1944–1957) kierował do swojej śmierci w 1958.
Oprócz pracy dydaktycznej w okresie międzywojnia zajmował się również projektowaniem obiektów architektonicznych i ich budową. Działał także w szeregu organizacji społecznych i branżowych takich jak Koło Architektów przy Stowarzyszeniu Techników Polskich, Polskie Towarzystwo Artystyczne, Polskie Towarzystwo Fotograficzne, Stowarzyszenie Architektów Polskich (SARP) oraz Towarzystwo Opieki nad Zabytkami Przeszłości.
Podczas okupacji niemieckiej kierował Żeńską Szkołą Architektury oraz nadzorował wykończenie pawilonu w szpitalu psychiatrycznym w podwarszawskich Tworkach. W kwietniu 1945 powrócił z Tworek do zrujnowanej Warszawy i zaangażował się w Biurze Odbudowy Stolicy. Jako kierownik sekcji fotograficznej dokumentował zniszczenia zabytkowej architektury Warszawy. Później od 1946 do 1957 pracował w Biurze Planowania w Ministerstwie Kolei, Biurze Studiów i Projektów, Przedsiębiorstwie Projektowania Budownictwa Miejskiego – Miastoprojekt Stolica oraz uczył w Państwowej Szkole Technicznej (obecnie IX Liceum Ogólnokształcące im. Klementyny Hoffmanowej) przy ul. Hożej 88. Jednocześnie przez cały czas starał się o przywrócenie działalności Żeńskiej Szkoły Architektury, na co w 1957 uzyskał wreszcie zgodę władzy ludowej. Został jej dyrektorem, lecz niedługo sprawował swoje stanowisko, gdyż zmarł nagle w 1958, mając 78 lat.
Został pochowany na Cmentarzu Wojskowym na Powązkach w Warszawie. Spoczął w grobie swojego syna – Wiktora, powstańca warszawskiego.

### Małżeństwo i dzieci
W 1911 poślubił Eugenię z d. Grygorowicz. Miał z nią dwóch synów – Leonarda i Wiktora, który poległ pierwszego dnia powstania warszawskiego na Okęciu w walkach o lotnisko wojskowe.

## Wybrane dokonania
- Pawilon Ministerstwa Rolnictwa i Reform Rolnych na Powszechnej Wystawie Krajowej w Poznaniu (1929) – dyplom uznania
- Pawilon dla chorych na gruźlicę w szpitalu psychiatrycznym w Tworkach (1939) – współpraca: dr n. med. Witold Łuniewski
- Odbudowa kamienicy Mansjonaria  w Warszawie przy ul. Świętojańskiej 2 (1950–1953) – wspólnie z zespołem.

### Konkursy
- Projekt Domu Towarowego Wzajemnego Kredytu „Znak Południa” w Petersburgu (1915) – współautor: Tadeusz Pluciński
- Projekt zakładu psychiatrycznego województwa warszawskiego w Gostyninie (1928) – współautorzy: Edward Madurowicz, Aleksander Kapuściński, Alfons Gravier, Paweł Pawłowski (I nagroda)
- Projekt spółdzielczego budynku mieszkalnego pracowników Ministerstwa Spraw Zagranicznych w Warszawie przy ul. Filtrowej 69 (1929) – współautor: Tadeusz Pluciński (I nagroda)